# Renault Kardian
Renault Kardian — субкомпактный кроссовер, представленный компанией Renault 25 октября 2023 года (внутреннее обозначение DW23). Для южноамериканского рынка автомобиль выпускается в Куритибе (Бразилия) и Касабланке (Марокко).

## Описание
Renault Kardian базируется на платформе RMP (Renault Modular Platform). Также автомобиль разделяет некоторые детали с третьим поколением Dacia Sandero.
Во время презентации автомобиля дизайнер Жиль Видаль подчеркнул, что Kardian — результат совместной работы стилистических групп Renault во Франции и Бразилии.

## Технические характеристики
Renault Kardian оснащён двигателем Flexfuel мощностью 93 кВт (125 л. с.), который является модернизацией двигателя 1.0 TCe, установленного на Renault Sandero. Двигатель сочетается в паре с шестиступенчатой трансмиссией с двойным сцеплением.